# Carmen Pereira
Carmen Maria de Araújo Pereira (22. září 1936 – 4. června 2016) byla bissausko-guinejská politička. V roce 1984 zastávala tři dny funkci prezidentky země a stala se tak první ženou v Africe a jedinou ženou v historii Guineje-Bissau, která tuto funkci zastávala.

## Život a kariéra

### Mládí a boj za nezávislost
Byla dcerou jednoho z mála afrických právníků v tehdejší portugalské kolonii. V mladém věku se provdala a s manželem se zapojila do války za nezávislost Guineje-Bissau.
Od roku 1962 patřila k Africké straně za nezávislost Guineje a Kapverd (PAIGC), která usilovala o nezávislost obou portugalských kolonií v západní Africe. Ona i její manžel byli v této straně velmi aktivní. V roce 1966 začal ústřední výbor PAIGC mobilizovat ženy na stejné úrovni jako muže a ona se tak stala vůdkyní, politickou důstojnicí a později velitelkou.
Ačkoli v první linii bojovalo jen velmi málo žen, PAIGC se zasazovala o větší rovnost pohlaví ve společnosti. K dalším takovým vůdkyním patřila Teodora Inácia Gomesová a Titina Sillaová. Sama Pereira se stala vysoce postavenou politickou vůdkyní a delegátkou Panafrické ženské organizace v Alžírsku. Následně byla nucena opustit zemi. Část života žila v Senegalu a později odcestovala do Sovětského svazu studovat medicínu.

### Politická činnost
V letech 1975 až 1980 byla předsedkyní shromáždění za vlády João Bernarda Vieiry. V letech 1981 až 1983 byla ministryní zdravotnictví a sociálních věcí. Od roku 1984 byla opět zvolena předsedkyní Lidového národního shromáždění, ale v roce 1989 tuto funkci opustila a stala se členkou Státní rady.
V roce 1984 zastávala po dobu tří dnů funkci prezidentky země. Ze všech svých funkcí byla odvolána v roce 1992.[ve zdroji nenalezeno]

### Smrt
Zemřela 4. června 2016 ve věku 79 let.